# Stadion Olimpijski w Kijowie

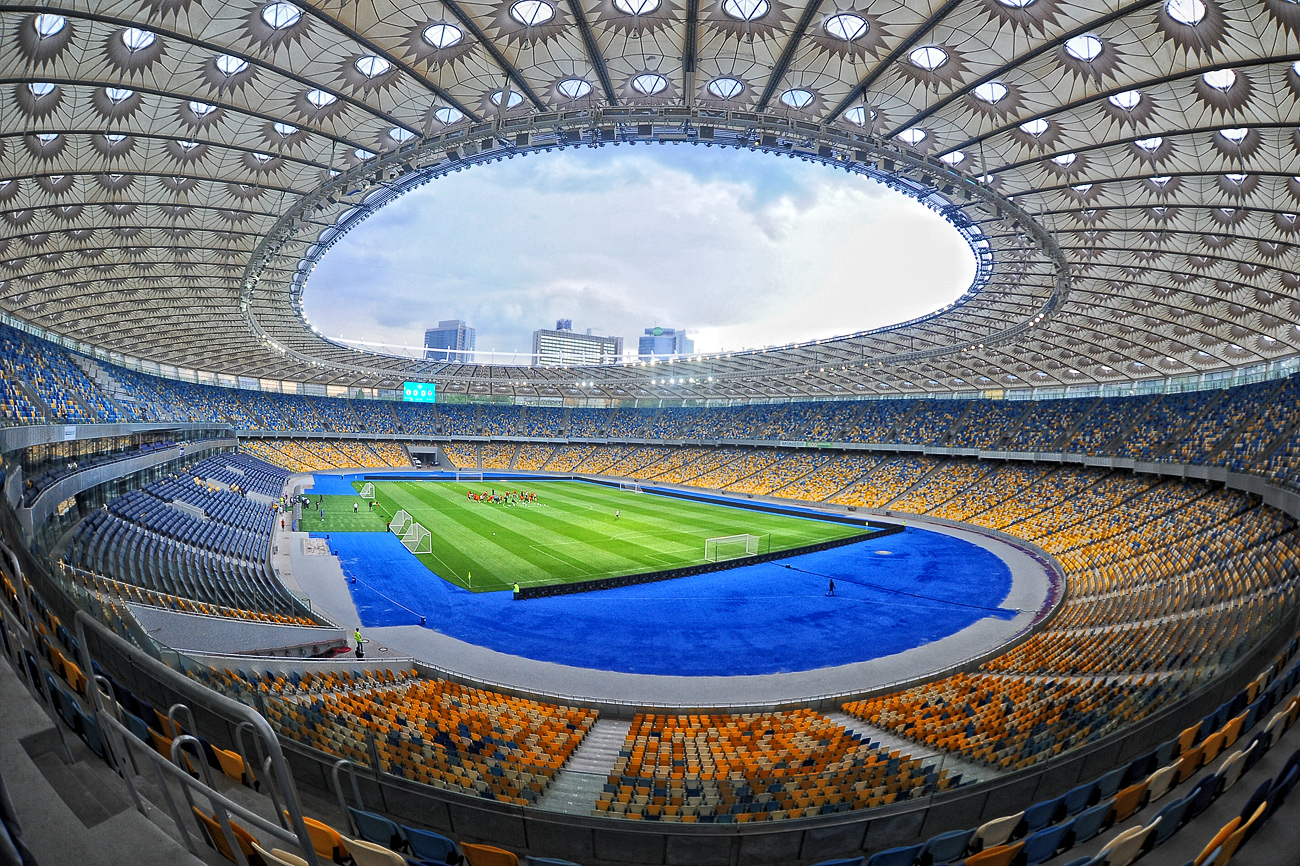
Widok od środka

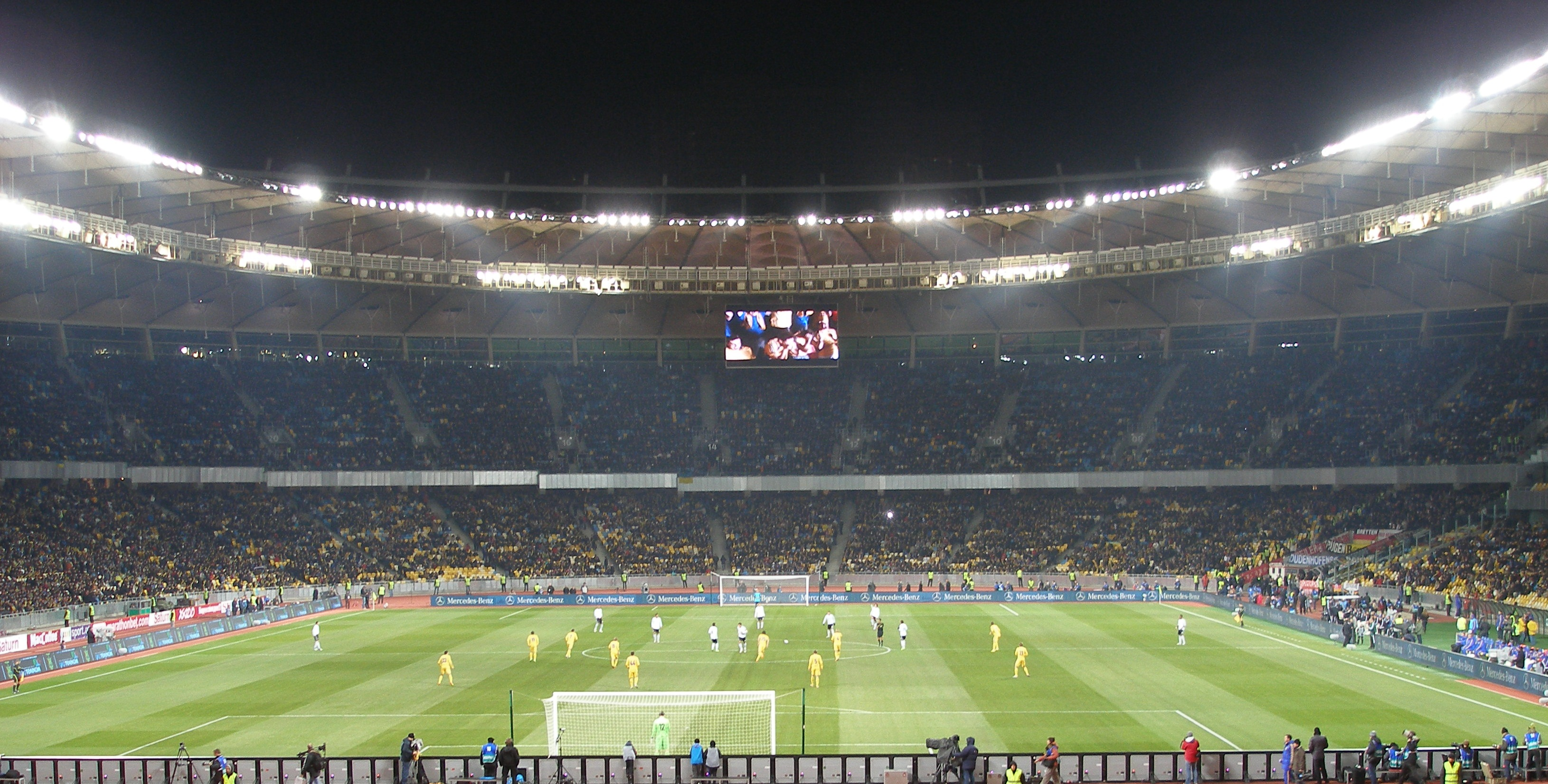
Mecz inauguracyjny.

Stadion Olimpijski w Kijowie (ukr. Національний спортивний комплекс „Олімпійський”) – kompleks sportowy w Kijowie wybudowany w 1923 r., a następnie przebudowywany w latach 1941, 1966, 1978 oraz 1999. W 2012 roku odbyły się na nim mecze piłkarskich mistrzostw Europy, w tym finał turnieju. W związku z mistrzostwami stadion przeszedł kolejną modernizację, m.in. został zbudowany nowoczesny dach (częściowo przeszklony). Jego pojemność na mistrzostwach wynosiła 65 400 widzów.
Remont miał ponad półroczne opóźnienie (np. prace związane z budową dachu miały się rozpocząć 3 sierpnia 2009, a rozpoczęły się dopiero w maju 2010). W maju 2010 konieczne okazało się wprowadzenie planu naprawczego dla stadionu. Opóźnienia nadrobiono do końca 2010 i w 2011, budowa była zgodna z harmonogramem.
Stadion jest obiektem olimpijskim, posiada bieżnię lekkoatletyczną (Co daje możliwość Ukrainie organizowania międzynarodowych zawodów lekkoatletycznych, jak również organizacji igrzysk olimpijskich). Jesienią 2011 wiceprezydent Międzynarodowego Stowarzyszenia Federacji Lekkoatletycznych Ukrainiec Serhij Bubka zapowiedział, że dzięki modernizacji obiektu Kijów będzie mógł ubiegać się o organizację największych lekkoatletycznych imprez m.in. mistrzostw świata oraz drużynowych mistrzostw Europy.
W styczniu 2011 zaprezentowano wizualizację wielopoziomowego budynku przy stadionie. Zaplanowano wówczas, że dwa najniższe poziomy zajmą parkingi, na trzecim będzie muzeum i krajowe centrum antydopingowe, a ponad nimi znajdzie się taras z kortami tenisowymi oraz wielki przeszklony pawilon (w czasie Euro 2012 miały się w nim znaleźć pomieszczenia dla gości UEFA, zaś o imprezie pawilon planowano przeznaczyć na halę widowiskową i dwa lodowiska).
1 lipca 2012 roku na stadionie rozegrano finał Mistrzostw Europy 2012, gdzie reprezentacja Hiszpanii na tym stadionie skutecznie obroniła tytuł mistrza Europy. 26 maja 2018 gościł finał Ligi Mistrzów UEFA, który był pierwszym finałem tych rozgrywek zorganizowanym na Ukrainie.

## Historia stadionu
Początki stadionu sięgają 1914 roku, gdzie planowano wybudować obiekt w tym miejscu, jednak przebieg I wojny światowej uniemożliwił to przedsięwzięcie. 12 sierpnia 1923 roku stadion o nazwie Czerwony Stadion został otwarty. Następnie z powodu wad projektowych postanowiono wybudować nowy obiekt, który ostatecznie powstał w 1936 roku. Następna modernizacja została zaprojektowana przez M. Grychyna. Główną modyfikacją było zwiększenie ilości miejsce do 50 000. Ceremonia otwarcia została zaplanowana na czerwiec 1941, jednak wybuch wojny między Związkiem Radzieckim a III Rzeszą pokrzyżował te plany. Ostatecznie obiekt otwarto w 1948 i poddano późniejszym modernizacjom.

## Mecze Euro 2012
| Nr | Faza rozgrywek | Data i godzina CEST   | Drużyna 1 | Wynik        | Drużyna 2 | Strzelcy bramek                                                                   | Frekwencja |
| -- | -------------- | --------------------- | --------- | ------------ | --------- | --------------------------------------------------------------------------------- | ---------- |
| 1  | Grupa D        | 11 czerwca 2012 20:45 | Ukraina   | 2:1          | Szwecja   | Andrij Szewczenko (2x), Zlatan Ibrahimović                                        | 64 290     |
| 2  | Grupa D        | 15 czerwca 2012 20:45 | Szwecja   | 2:3          | Anglia    | Andy Carroll, Theo Walcott, Danny Welbeck – Glen Johnson (sam.) Olof Mellberg     | 64 640     |
| 3  | Grupa D        | 19 czerwca 2012 20:45 | Szwecja   | 2:0          | Francja   | Zlatan Ibrahimović, Sebastian Larsson                                             | 63 010     |
| 4  | Ćwierćfinał    | 24 czerwca 2012 20:45 | Anglia    | 0:0 (k. 2:4) | Włochy    | Gerrard , Ronney , Young , Cole / Balotelli, Montolivo, Pirlo, Nocerino, Diamanti | 64 340     |
| 5  | Finał          | 1 lipca 2012 20:45    | Hiszpania | 4:0 (2:0)    | Włochy    | David Silva (14), Jordi Alba (41), Fernando Torres (84), Juan Mata (88).          | 63 170     |

## Finał Euro 2012

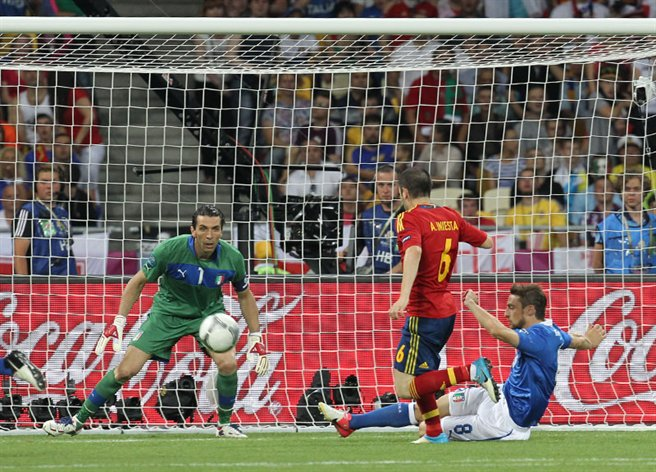
Strzał Andresa Iniesty. W bramce Gianluigi Buffon.
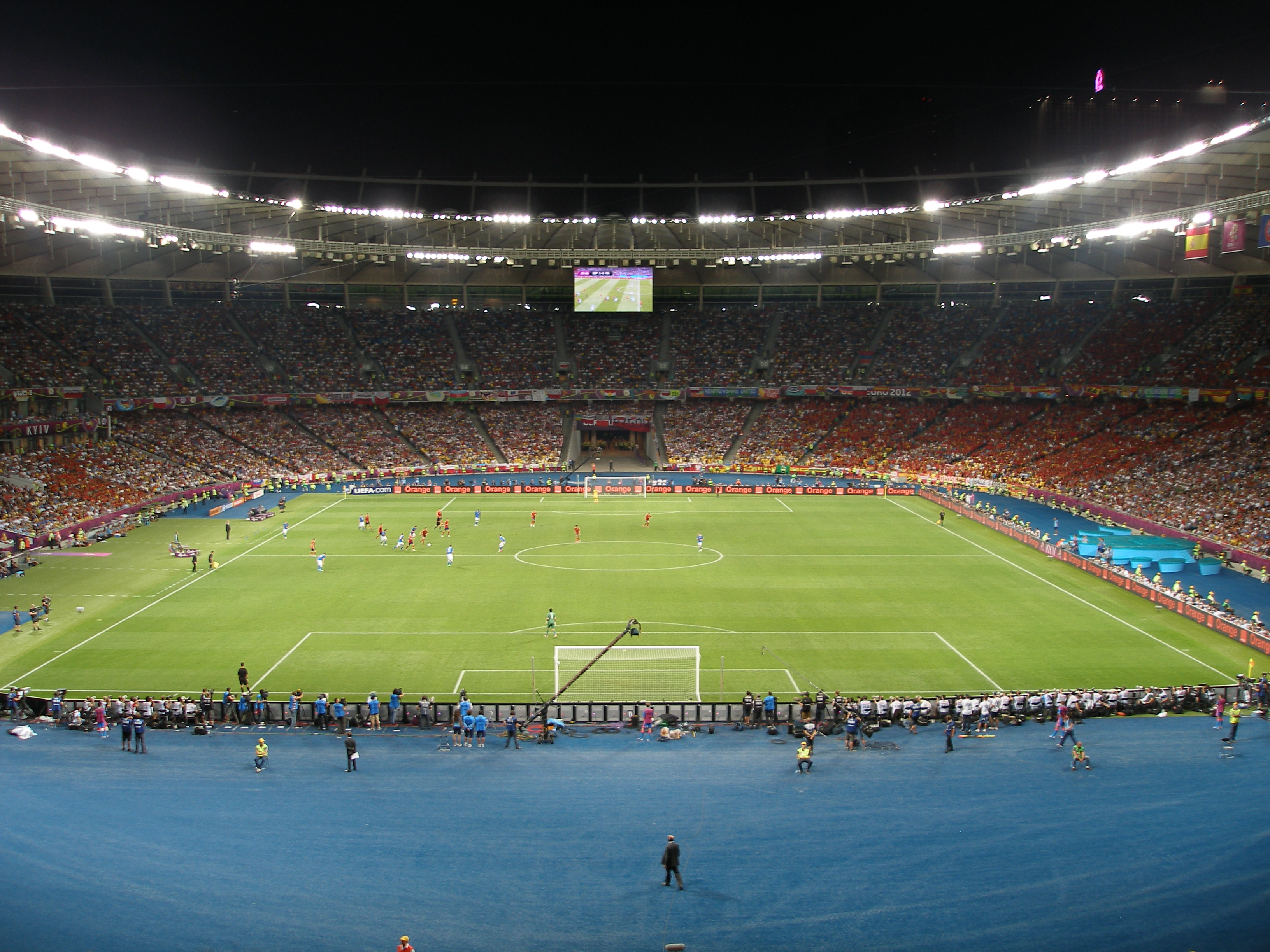
Mecz finałowy Hiszpania – Włochy.
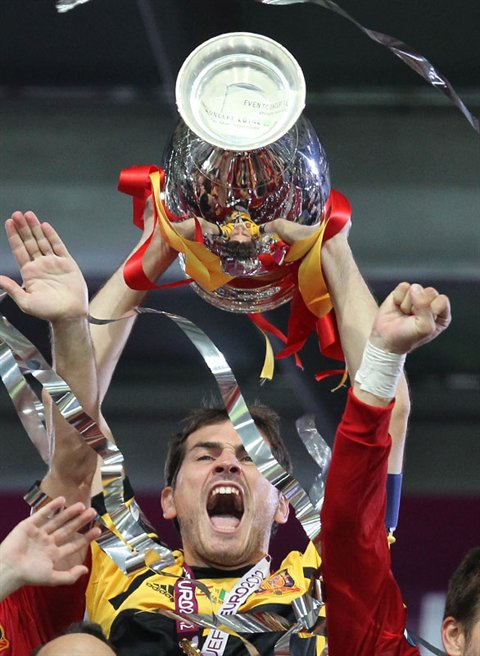
Iker Casillas wznoszący Puchar Henriego Delaunaya na trybunie Stadionu Olimpijskiego w Kijowie.

## Galeria

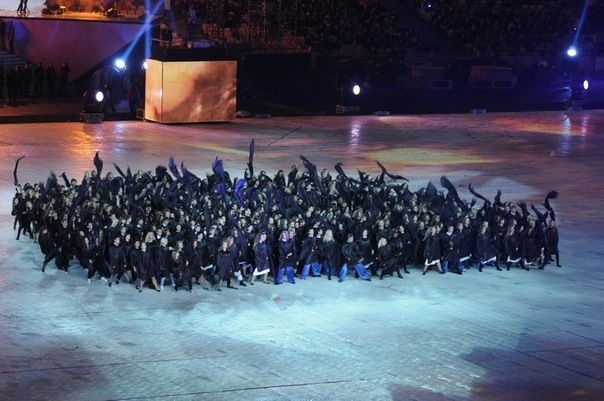
Rozpoczęcie ceremonii ponownego otwarcia, 2011